# Nardovelifer altipinnis
Nardovelifer altipinnis (лат.) — вид вымерших морских лучепёрых рыб из семейства велиферовых (Veliferidae) отряда опахообразных (Lampriformes). Единственный в роде Nardovelifer. Окаменелости найдены в Италии (Апулия) в слоях верхнего кампана — нижнего маастрихта. Это древнейший из известных науке высокотелых опахообразных.